# Sirajganj (Distrikt)

Lage von Sirajganj in Bangladesch

Sirajganj (bengalisch: সিরাজগঞ্জ) ist ein Distrikt in Rajshahi. Die im Hauptstadt des Distrikts bildet die gleichnamige Stadt Sirajganj. Die Gesamtfläche des Distrikts beträgt 2402,1 km². Der Distrikt setzt sich aus 9 Upazilas zusammen. 
Sirajganj gilt als das Tor zum Norden von Bengalen. Das Gebiet grenzt im Norden an Bogra und Natore, im Westen an Natore und Pabna, im Süden an Pabna und Manikganj und im Osten an Manikganj, Tangail und Jamalpur. Der Jamuna fließt durch den Distrikt. Der Distrikt hat 3.097.489 Einwohner (Volkszählung 2011). Die Alphabetisierungsrate liegt bei 42,1 % der Bevölkerung. 80 % der Bevölkerung sind Muslime, 18,5 % sind Hindus und 1,5 % sind Christen, Buddhisten oder sonstige.
Das Klima ist tropisch und das ganze Jahr über warm. Die jährliche Durchschnittstemperatur des Distrikts variiert von maximal 34,2 Grad Celsius bis minimal 8,4 Grad. Die jährliche Niederschlagsmenge beträgt 1736 mm (2011) und die Luftfeuchtigkeit ist ganzjährig hoch.
Die Wirtschaft des Distrikts ist vorwiegend von der Landwirtschaft geprägt. Daneben ist die Textilindustrie und Lebensmittelverarbeitung von Bedeutung. Laut der Volkszählung von 2011 arbeiten 51,2 % der Arbeitskräfte in der Landwirtschaft, 25,3 % im Dienstleistungssektor (meist in informellen Verhältnissen) und 23,5 % in der Industrie.